# Президентские выборы в Латвии (2023)
Президентские выборы 2023 года в Латвии состоялись 31 мая. На выборы президента Латвии были выдвинуты три кандидатуры: правящей коалицией — министр иностранных дел Эдгарс Ринкевичс, партией «Единый список» — бизнесмен Улдис Пиленс, партией «Прогрессивные» — Элина Пинто. Для избрания президента Латвии в Сейме необходимо набрать не менее 51 голоса. По итогам трёх туров голосования президентом стал Эдгарс Ринкевичс.

## Кандидаты
16 марта 2023 года латвийские общественные СМИ опубликовали список возможных кандидатов в президенты:
- Эгилс Левитс — действующий президент Латвии
- Улдис Пиленс — бизнесмен
- Санита Осипова — юрист, судья
- Байба Браже — дипломат
- Валдис Домбровскис — физик, экономист, политик
- Андрис Равиньш — инженер, политик
- Гунарс Кутрис — юрист, политик
- Андрис Спрудс — латвийский исследователь внешней политики, лектор и политик.

11 апреля 2023 года «Объединённый список» объявил, что выдвинет кандидатуру Улдиса Пиленса в президенты Латвии. Ещё до того, как кандидатура Пиленса была официально выдвинута, Айнарс Шлесерс заявил о готовности своей партии «Латвия на первом месте» поддержать кандидатуру Пиленса.
17 апреля партия «Национальное объединение» объявила, что выдвинет кандидатуру действующего президента страны Эгилса Левитса. Ранее сообщалось, что «Новое единство» готово выразить поддержку Левитсу, если Национальное объединение выдвинет его на переизбрание.
10 мая Эгилс Левитс объявил, что не пойдёт на переизбрание. После этого, 11 мая «Прогрессивные» выдвинули на пост президента своего кандидата Элину Пинто.

## Результаты
| Кандидат                    | Кандидат                    | Субъект выдвижения          | Первый тур | Первый тур | Второй тур | Второй тур | Третий тур | Третий тур |
| Кандидат                    | Кандидат                    | Субъект выдвижения          | Голосов    | %          | Голосов    | %          | Голосов    | %          |
| --------------------------- | --------------------------- | --------------------------- | ---------- | ---------- | ---------- | ---------- | ---------- | ---------- |
|                             | Эдгар Ринкевич              | «Новое единство»            | 42         | 54,55      | 42         | 53,05      | 52         | 67,53      |
|                             | Улдис Пиленс                | Единый список               | 25         | 32,47      | 25         | 32,47      | 25         | 32,47      |
|                             | Элина Пинто                 | «Прогрессивные»             | 10         | 12,99      | 10         | 12,99      |            |            |
| Действительных бюллетеней   | Действительных бюллетеней   | Действительных бюллетеней   | 77         | 88,51      | 77         | 88,51      | 77         | 88,51      |
| Недействительных бюллетеней | Недействительных бюллетеней | Недействительных бюллетеней | 10         | 11,49      | 10         | 11,49      | 10         | 11,49      |
| Всего бюллетеней            | Всего бюллетеней            | Всего бюллетеней            | 87         | 100,00     | 87         | 100,00     | 87         | 100,00     |
| Явка избирателей            | Явка избирателей            | Явка избирателей            | 100        | 87,00      | 100        | 87,00      | 100        | 87,00      |
| Источник:                   |                             |                             |            |            |            |            |            |            |

31 мая, после 3 туров президентских выборов, Сейм избрал президентом Эдгара Ринкевича. Инаугурация состоялась 8 июля.